# Killer Gorilla
Killer Gorilla é um jogo de computador escrito por Adrian Stephens e originalmente publicado pela Micro Power para o BBC Micro em 1983 e convertido para o Acorn Electron e Amstrad CPC em 1984. É um clone do jogo da Nintendo Donkey Kong.
Adrian Stephens recebeu 400 libras para escrever Killer Gorilla. Ele o escreveu após comprar uma revista que possuía screenshots dos quatro níveis de Donkey Kong, e que o fez querer criar algo similar.
Pode ser jogado em um PC com um emulador de BBC Micro.